# Ярославський сільський округ
Яросла́вський сільський округ (каз. Ярослав ауылдық округі, рос. Ярославский сельский округ) — адміністративна одиниця у складі Атбасарського району Акмолинської області Казахстану. Адміністративний центр — село Тимашевка.
Населення — 1179 осіб (2021; 1686 у 2009, 2311 у 1999, 2673 у 1989).
Станом на 1989 рік існувала Ярославська сільська рада (села Ждановка, Калиновка, Магдалиновка, Родіоновка, Тимошевка, Хрящевка). Село Ждановка було ліквідоване 2005 року.

## Склад
До складу округу входять такі населені пункти:
| Населений пункт    | Колишні назви | Населення, осіб (1989) | Населення, осіб (1999) | Населення, осіб (2009) | Населення, осіб (2021) |
| ------------------ | ------------- | ---------------------- | ---------------------- | ---------------------- | ---------------------- |
| Калиновка, село    | -             | 453                    | 0                      | 306                    | 195                    |
| Магдалиновка, село | -             | 302                    | 299                    | 240                    | 197                    |
| Родіоновка, село   | -             | 195                    | 585                    | 96                     | 77                     |
| --Ждановка, село   | -             | 79                     | 53                     | -                      | -                      |
| Тимашевка, село    | Тимошевка     | 1196                   | 925                    | 738                    | 504                    |
| Трановка, село     | -             | -                      | 0                      | -                      | -                      |
| Хрящевка, село     | -             | 448                    | 449                    | 306                    | 206                    |